# Hilaire Onwanlélé
Hilaire Onwanlélé Ozimo (14 ottobre 1968) è un ex altista gabonese, detentore del record nazionale dal 1990.

## Palmarès
| Anno | Manifestazione                  | Sede         | Evento        | Risultato | Prestazione | Note |
| ---- | ------------------------------- | ------------ | ------------- | --------- | ----------- | ---- |
| 1987 | Campionati dell'Africa centrale | Brazzaville  | Salto in alto | Argento   | 2,04 m      |      |
| 1987 | Mondiali                        | Roma         | Salto in alto | nm (q)    | nm (q)      |      |
| 1989 | Giochi della Francofonia        | Casablanca   | Salto in alto | 8º        | 2,10 m      |      |
| 1992 | Giochi olimpici                 | Barcellona   | Salto in alto | (q)       | 2,05 m      |      |
| 1993 | Mondiali indoor                 | Toronto      | Salto in alto | dns       | dns         |      |
| 1999 | Giochi panafricani              | Johannesburg | Salto in alto | 9º        | 2,00 m      |      |